# Гомельське відділення Білоруської залізниці

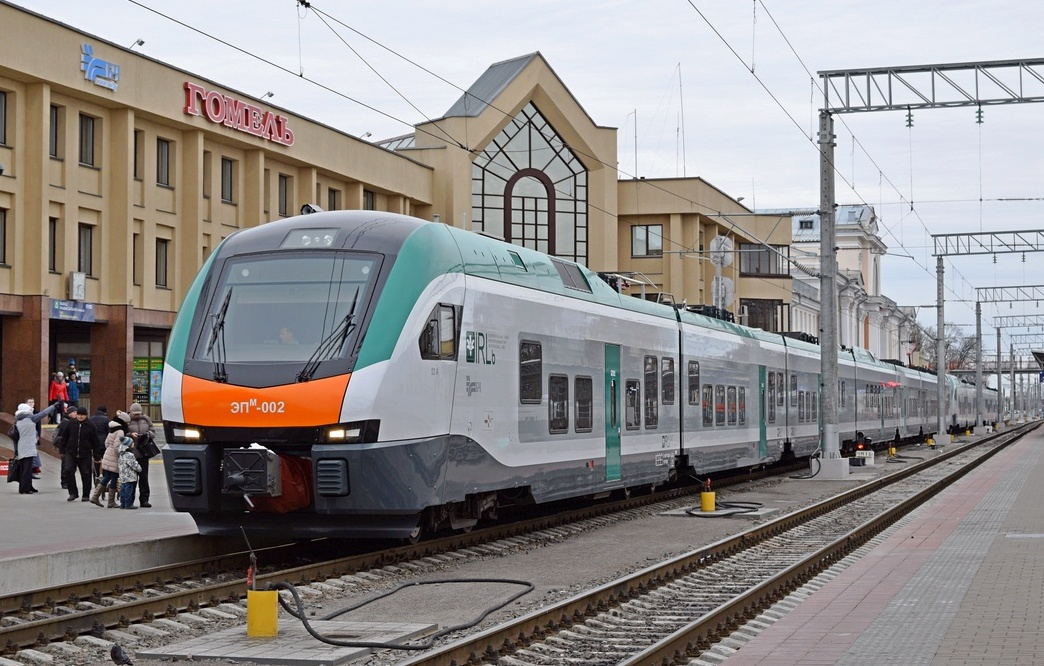
Stadler FLIRT/ЕПг на станції Гомель-Пасажирський

Транспортне республіканське унітарне підприємство «Гомельське відділення Білоруської залізниці» (біл. Транспартнае рэспубліканскае ўнітарнае прадпрыемства «Гомельскае аддзяленне Беларускай чыгункі») — підрозділ Білоруської залізниці, що надає послуги з перевезення пасажирів, багажів, завантаження та розвантаження вантажів тощо.
Гомельське відділення Білоруської залізниці знаходиться на найважливішому стратегічному перехресті, що сполучають залізничні шляхи зі сходу на захід, через Гомель здійснюються сполучення з Москвою, Санкт-Петербургом, Мінськом та багатьма іншими великими містами і промисловими регіонами (до середини березня 2020 року також існувало пасажирське сполучення з Україною).